# シャルル・デタンプ
 シャルル・デタンプ（フランス語：Charles d'Étampes, 1305年 - 1336年9月5日）またはシャルル・デヴルー（Charles d'Évreux）は、デヴルー伯ルイとマルグリット・ダルトワの間の息子である。
父よりエタンプを継承し、エタンプは1327年に伯爵領とされた。
1335年4月にポワシーにおいてフェルナンド・デ・ラ・セルダの孫娘のマリア・デ・ラ・セルダと結婚し、2人の息子をもうけた。
- ルイ（1336年 - 1400年） - エタンプ伯（1336年 - 1400年）[2]
- ジャン（1336年 - 1373年以降） - ローマで死去

シャルルの死後、妃マリアはアランソン伯シャルル2世と再婚した。

## 参考文献

エタンプ伯シャルルの紋章